# Здоровецкое сельское поселение
Здо́ровецкое се́льское поселе́ние — муниципальное образование в Ливенском районе Орловской области России.
Создано в 2004 году в границах одноимённого сельсовета. Административный центр — деревня Здоровецкие Выселки.

## География
Расположено северо-западнее города Ливны.
Местность имеет уклон с северо-запада на юго-восток с перепадом высот над уровнем моря от 230 м до 190 м.
Протяжённость с юго-востока на северо-запад составляет 18 км, с востока на запад 15 км. 

Общая площадь составляет 9745 га.
На юго-востоке Здоровецкое поселение граничит с городом Ливны и Лютовским сельским поселением, а на юго-западе с Крутовским сельским поселением. На северо-востоке с Дутовским, на западе и северо-западе с Верховским районом Орловской области.
Водные ресурсы состоят из рек Ливенка (18км) и Труды (8км), озера Блынское, прудов деревень Здоровецкие Выселки, Мочилы, Зубцово, Островок.

## Население
| 2010  | 2012  | 2013  | 2014  | 2015  | 2016  | 2017  |
| ----- | ----- | ----- | ----- | ----- | ----- | ----- |
| 2482  | ↘2437 | ↘2430 | ↘2388 | ↘2360 | ↘2329 | ↘2315 |
| 2018  | 2019  | 2020  | 2021  | 2023  |       |       |
| ↘2292 | ↘2239 | ↘2209 | ↗2221 | ↘2213 |       |       |

## Населённые пункты
В состав сельского поселения (сельсовета) входят 15 населённых пунктов:210-212:
| №  | Населённый пункт    | Тип     | Население (чел.) |
| -- | ------------------- | ------- | ---------------- |
| 1  | Горностаевка        | деревня | 9                |
| 2  | Гранкино            | деревня | 32               |
| 3  | Здоровец            | село    | ↗327             |
| 4  | Здоровецкие Выселки | деревня | ↘576             |
| 5  | Зубцово             | деревня | ↘129             |
| 6  | Костромитино        | деревня | 14               |
| 7  | Красово             | деревня | 76               |
| 8  | Мочилы              | деревня | ↗164             |
| 9  | Муратово            | деревня | 23               |
| 10 | Нагорный            | посёлок | ↘506             |
| 11 | Островок            | деревня | 54               |
| 12 | Отрадный            | посёлок | 0                |
| 13 | Смагино             | деревня | 44               |
| 14 | Труды               | деревня | 5                |
| 15 | Ямской Выгон        | посёлок | ↗523             |

## История, культура и достопримечательности
По писцовым книгам населённые пункты сельского поселения известны в основном с начала XVII века.
На территории сельского поселения имеются многочисленные захоронения Второй мировой войны: Братская могила в с. Здоровец; Братская могила на гражданском кладбище; Обелиск в д. Здоровецкие Выселки; Обелиск в д. Смагино, Памятник офицеру в д. Зубцово:209-211.
При проведении раскопок в заброшенном карьере у села Горностаевка были найдены окаменелые останки древнего животного возраст, которого составил примерно
350 миллионов лет. Исследования выявили, что животное относится к неизвестному, до сей поры роду. Это четвероногое, небольших размеров (типа саламандры) земноводное, имевшее и жабры, и лёгкие. На сегодня это животное является древнейшим из обитавших на территории России. По традиции, его назвали в честь первооткрывателя О. Якубсона — Якубсонией ливенской (Jakubsonia livnensis). Информация об уникальном явлении вошла в сборник Международного симпозиума по древним позвоночным.

## Экономика
Имеется два крупных хозяйствующих субъекта. Один из них — СПК «Здоровецкий» (с. Здоровец, д. Гранкино, п. Отрадный, д. Труды, д. Мочилы). Второй — СП «Смагино» ОАО Агрофирма «Ливенское Мясо» (д. Смагино, д. Горностаевка, д. Костромитино, д. Красово, д. Муратово, п. Нагорный):208.

## Инфраструктура
На территории сельского поселения находится две средних школы, детский сад, медицинский пункт, фельдшерско-акушерский пункт, Дом ветеранов, два отделения связи.

## Транспорт и связь
Населенные пункты поселения связаны между собой и районным центром шоссейными дорогами. В качестве общественного транспорта действует автобусное сообщение с Ливнами и маршрутное такси.
В Здоровецком сельском поселении работают 4 сотовых оператора Орловской области:
- МТС
- Билайн, компания «Вымпел-Регион»
- Мегафон, компания ЗАО «Соник дуо»
- TELE2

## Администрация
Администрация сельского поселения находится в деревне Здоровецкие выселки, ул. Центральная, д.71

Её главой является — Мальцев Виктор Иванович.